# Маун (місто)
Маун (англ. Maun) — 5-те за населенням місто Ботсвани і столиця Північно-Західного округу, розташоване в дельті річки Окаванго. Входить до складу субокругу Дельта. Населення — 55,784 чол. (На 2011 р.). У місті розташований аеропорт. Місто засноване в 1915 р. людьми народу батавана.

## Економіка
Сьогодні Маун є процвітаючим туристичним містом.
Маун також стає регіональним логістичним центром для товарів і торговців, які обслуговують як місцеві сафарі-центри, так і табори для розвідки корисних копалин у північно-західній Ботсвані.
Туристи часто прилітають в міжнародний аеропорт Маун. Вони орендують повністю обладнані автомобілі 4x4 для кемпінгу і вирушають у дельту Окаванго чи солончак Макгадікгаді.

## Клімат
Місто знаходиться у зоні, котра характеризується кліматом помірних степів та напівпустель. Найтепліший місяць — листопад із середньою температурою 26.7 °C (80 °F). Найхолодніший місяць — червень, із середньою температурою 15 °С (59 °F).
| Клімат Маун             | Клімат Маун | Клімат Маун | Клімат Маун | Клімат Маун | Клімат Маун | Клімат Маун | Клімат Маун | Клімат Маун | Клімат Маун | Клімат Маун | Клімат Маун | Клімат Маун | Клімат Маун |
| Показник                | Січ.        | Лют.        | Бер.        | Квіт.       | Трав.       | Черв.       | Лип.        | Серп.       | Вер.        | Жовт.       | Лист.       | Груд.       | Рік         |
| Абсолютний максимум, °C | 40          | 39          | 38          | 37          | 35          | 33          | 32          | 36          | 38          | 42          | 43          | 42          | 43          |
| Середній максимум, °C   | 32          | 31          | 31          | 30          | 27          | 25          | 25          | 28          | 32          | 35          | 34          | 32          | 30          |
| Середня температура, °C | 25          | 24          | 24          | 22          | 18          | 15          | 15          | 18          | 22          | 26          | 26          | 25          | 21          |
| Середній мінімум, °C    | 18          | 18          | 17          | 14          | 9           | 5           | 5           | 8           | 12          | 17          | 18          | 18          | 13          |
| Абсолютний мінімум, °C  | 8           | 8           | 10          | 3           | −1          | −3          | −3          | −4          | 0           | 6           | 9           | 11          | −4          |
| Норма опадів, мм        | 100         | 90          | 80          | 20          | 0           | 0           | 0           | 0           | 0           | 10          | 40          | 70          | 460         |
| Днів з опадами          | 11          | 8           | 7           | 2           | 1           | 0           | 0           | 0           | 0           | 3           | 6           | 9           | 47          |
| Днів з дощем            | 8           | 7           | 6           | 2           | 0           | 0           | 0           | 0           | 0           | 1           | 3           | 6           | 37          |
| Вологість повітря, %    | 60          | 60          | 61          | 52          | 49          | 49          | 45          | 39          | 33          | 36          | 43          | 52          | 48          |
| ----------------------- | ----------- | ----------- | ----------- | ----------- | ----------- | ----------- | ----------- | ----------- | ----------- | ----------- | ----------- | ----------- | ----------- |
| Джерело: Weatherbase    |             |             |             |             |             |             |             |             |             |             |             |             |             |